# Lý Thiện Trường
Lý Thiện Trường (tiếng Trung: 李善長; bính âm: Lǐ Shàncháng; Wade–Giles: Li Shan-ch'ang; 1314-1390) là một tể tướng Trung Quốc của triều đại nhà Minh, thuộc phái Hoài Tây và là một trong sáu khai quốc công vào năm 1370. Lý Thiện Trường là một trong những cánh tay đắc lực của Hồng Vũ Đế trong cuộc chiến chống lại nhà Nguyên để thành lập triều đại nhà Minh.
Cuối đời, ông bị Chu Nguyên Chương thanh trừng và xử tử cùng gia quyến hơn ba mươi nghìn người do cáo buộc liên quan đến vụ án Hồ Duy Dung.
Lý Thiện Trường là người tổ chức bộ máy chính quyền tiền kỳ nhà Minh, soạn thảo luật lệ và biên soạn Nguyên sử. Ông cũng có công trong việc xây dựng các lễ nghi hoàng gia của Minh triều. Ông đã thành lập các thương buôn độc quyền về muối và chè dựa trên các thể chế của nhà Nguyên, phát động các chiến dịch chống tham nhũng, khôi phục lại xưởng đúc tiền, mở xưởng đúc sắt và đặt ra thuế cá.
Ông vốn là một nho sĩ nhưng vẫn được giao nhiệm vụ soạn thảo pháp luật cùng các nhiệm vụ về quân sự. Theo tiền kỳ lịch sử nhà Minh cho biết rằng các nghiên cứu của ông bao gồm các bài viết về các nhà lập pháp Trung Quốc. Hầu hết các hoạt động của ông dường như đã hỗ trợ sự kiểm soát chặt chẽ của Hồng Vũ Đế. 
Ông được hoàng đế giao nhiệm vụ thanh trừng các đối thủ chính trị, chống tham nhũng và truy quét những tướng lĩnh quân sự bất trung. Hệ thống pháp luật của ông bị ảnh hưởng bởi Hàn Phi Tử và Lý Thiện Trường xây dựng một lực lượng bí mật (sau này phát triển thành cẩm y vệ) phục vụ tư tưởng kiểm soát của mình. Có thời điểm ông được giao phụ trách tất cả các quan lại dân sự và quân sự ở Nam Kinh.

## Sự nghiệp
Lý Thiện Trường là một sĩ tử lang bạt ở huyện Định Viễn cho đến khi được Hồng Vũ Đế cầu hiền khi đang cùng quân đội đi qua khu vực này. Lý Thiện Trường đã bàn luận đàm đạo về lịch sử với Chu Nguyên Chương - cụ thể là chỉ ra những phẩm chất của Hán Cao Tổ người sáng lập của nhà Hán. Chu Nguyên Chương sau đó đã mời ông làm quân sư của mình. Ông tỏ ra là người có năng lực, thường được giao nhiệm vụ ở lại hậu phương để lo việc quân nhu và hậu cần. Khi Chu Nguyên Chương lên ngôi, ông được xếp công lao hàng đầu trong số các tướng lĩnh và được ban tước Hàn Quốc công đồng thời giữ chức Tả thừa tướng Trung thư tỉnh, quyền lực chỉ dưới hoàng đế. Sự so sánh của ông giữa Hồng Vũ Đế và Hán Cao Tổ đã trở thành chủ đề về triều đại nhà Minh mà các sử gia thường hay bàn luận.
Năm 1353, Minh Thái Tổ yêu cầu ông đảm nhận trách nhiệm về các công việc hành chính vào và trao cho ông quyền quản lý quốc chính. Hồng Vũ Đế đã ra lệnh cho ông và thuộc cấp tạo ra hình luật vào năm 1367, bổ nhiệm ông làm Tả tướng quốc với quyền lực nắm Trung thư tỉnh quản lý lục bộ. Hồng Vũ Đế nhấn mạnh tầm quan trọng của sự đơn giản và rõ ràng của luật pháp, đồng thời lưu ý rằng triều đại nhà Đường và nhà Tống đã xây dựng đầy đủ các quy chế hình luật nhưng bị nhà Nguyên bỏ qua. Ông xây dựng luật dựa trên luật nhà Hán và được tổng hợp dưới thời nhà Đường.
Sau khi soạn thảo hình luật, ông đã đích thân giám sát các quy định mới, bao gồm cả một hệ thống các quy chế cố định được thực hiện để chống tham nhũng. Ông đã cùng với Hồ Duy Dung chống lại Dương Hiến, một vị tể tướng khác. Những nỗ lực của họ đã góp phần vào cái chết của Dương Hiến, khiến Lý Thiện Trường trở thành nhân vật quyền lực nhất bên cạnh hoàng đế tại triều đình vào năm 1370. Ông cũng đã xảy ra xung đột với Lưu Bá Ôn và khiến Lưu Bá Ôn phải từ chức.

### Bị xử tử và tru di
Mặc dù cáo quan khi sự chán ghét của hoàng đế ngày càng tăng, Lý Thiện Trường vẫn được giao các công việc quan trọng trong triều đình. Một vị tể tướng khác là Uông Quảng Dương đã đề cao tính cẩn thận, rộng lượng, trung thực, ngay thẳng và nghiêm túc của ông. Bởi vì quyền lực không được phân chia rõ ràng giữa hoàng đế và các quan đại thần thuộc Trung thư tỉnh, dẫn đến những xung đột triền miên, nên các đại thần dần mất động lực làm việc. Họ buông xuôi mọi việc triều chính, chỉ còn chạy theo các thú vui ăn chơi hưởng lạc. Khi được bổ nhiệm vào làm thừa tướng Trung thư tỉnh, Lý Thiện Trường cũng ngày càng trở nên xa xỉ và kiêu ngạo. Cuối cùng ông bị dính líu vào vụ án Hồ Duy Dung và bị tru di tam tộc. Ông bị Minh Thái Tổ khép vào tội đồng mưu với Hồ Duy Dung trong vụ án mưu phản với lý do không tố giác âm mưu lên triều đình, mặc dù ông không hề tham gia âm mưu. Chức thừa tướng Trung Thư tỉnh và chế độ Tam tỉnh đã bị bãi bỏ sau khi ông bị xử tử.